# Église Sainte-Madeleine de Pleine-Selve
Pour les articles homonymes, voir Église Sainte-Marie-Madeleine.
L'église Sainte-Marie-Madeleine de Pleine-Selve est une ancienne église abbatiale de l'ordre de prémontré fondée au XIIe siècle. Elle a de nos jours rang d'église paroissiale.
L'édifice est classé au titre des monuments historiques en 1908.

## Localisation
L'église est située dans le département français de la Gironde, sur la commune de Pleine-Selve à la sortie est du bourg.

## Présentation
Il ne subsiste de l'église abbatiale que son chevet, sa croisée et son bras nord avec sa chapelle.
| - Chevet de l'église abbatiale et façade de l'église de Petit-Palais. |

## Historique
L'abbaye de Sainte-Marie-Madeleine passe dans l'historiographie pour avoir été fondée par Geoffroi du Loroux, archevêque de Bordeaux, vers 1145-1150.